# OHSAS 18001
OHSAS 18001 je mednarodni standard za varnost in zdravje pri delu in sistem za upravljanje varnosti. Njegov namen je, da bi vse organizacije, ki jih uvedejo uveljavljale varnost in zdravje pri delu. Splošno je OHSAS 18001 najbolj priznani svetovni standard za vanrnost in zdravje pri delu in sistem za upravljanja varnosti.

## Začetki
Organizacije po celem svetu so spoznale, da je potrebno kontrolirati in izboljševati varnost in zdravje pri delu, in to z uvedbo poklicne varnosti in zdravja pri delu in sistemom za upravljanje varnosti. Pred letom 1999, se je začelo pojavljati ogromno število različnih nacionalnih standardov in zakonsko določenih certifikacijskih shem. To je povzročilo zmedo in drobitev trga ter ogrozilo verodostojnost vsake posamezne sheme in certifikata, kar je posledično pripeljalo do ovir trgovanja.

## Razvoj
S spoznanjem te problematike je bila ustanovljena mednarodna kolaboracija Projektna skupina OHSAS, da bi opredelila enoten pristop k problemu. Kolaboracijo so sestavljali nacionalni organi za standardizacijo, akademski organi, akreditacijski organi, certifikacijski organi in inštiucije OSH, s sekretariatom sestavljenega iz organa Združenega kraljestva za nacionalne standarde ter Skupine BSI.
Izluščili so samo najboljše iz obstoječih standardov in shem ter leta 1999 izdali OHSAS Serijo 18000. Serija je bila sestavljena iz dveh specifikacij: 18001, ki je vseboval zahteve glede upravljanja sistema OHS in 18002 s smernicami za izvajanje. Leta 2005 je okrog 16,000 organizacij v več kot 80 državah uporabljalo specifikacije OHSAS 18001. Do leta 2009 je bilo izdanih več kot 54,000 certifikatov v 116 državah z OHSAS ali enakovrednimi OHSMS standardi.

## Prisvojitev kot Britanski standard
18001 specifikacije so bile posodobljene julija 2007. Med drugimi spremembami, so bile nove specifikacije bližje strukturam ISO 14001:2004 in ISO 9001:2000, da bi se lahko organizacije lažje prilagodile 18001 glede na že obstoječi sistem upravljanja. Kasneje so k besedi zdravje dodali komponento in dobili 'varnost in zdravje', da bi pridobili večji poudarek na imenu.
Kmalu kasneje se je Skupina BSI odločila, da prisvoji OHSAS 18001 kot Britanski standard.

## Kako delujejo
Njegovi zagovorniki trdijo, da varnost in zdravje pri delu in sistem za upravljanje varnosti podpira varno in zdravo delovno okolje z oskrbo smernic za pomoč organizacijam: dosledno opredeli in kontrolira zdravstvene in varnostne rizike; znižuje možnost nesreč; podpira zakonodajno skladnost; ter izboljšuje splošno učinkovitost.
Standardi OHSAS 18000 oskrbujejo organizacije z elementi varnosti in zdravja pri delu in sistema za upravljanje varnosti, ki se lahko povezujejo z ostalimi gospodarskimi potrebami in pomagajo organizacijam dosegati boljše poklicne zdravstvene in varnostne ukrepe ter ekonomske cilje.
OHSAS 18001 določa zahteve za upravljanje varnosti in zdravja pri delu in sistema za upravljanje varnosti, da bi pomagali organizacijam pri razvoju in izvajanju politike ter ciljev, ki upoštevajo zakonske zahteve in informacije o rizikih varnosti in zdravja pri delu in sistema za upravljanje varnosti. Velja za vse vrste in velikosti organizacij ter se prilagaja različnim geografskim, kuturnim in socialnim pogojem.
OHSAS 18002 zagotovlja splošno pomoč pri uvajanju ali izvajanju ali izboljševanju varnosti in zdravja pri delu in sistema za upravljanje varnosti ter demonstrira uspešno izvedbo OHSAS 18001.

## Ločenje
Standardi OHSAS 18000 so bili napisani in izdani izven okvirjev Mednarodne organizacije za standardizacijo (ISO). V času nastajanja Standardov OHSAS 18000 (November 2010), ISO ni načrtoval prevzema le-teh. Zato, da bi se izognili zamenjavi, ISO 18000 obstaja – vendar je standard za identifikacijo radijskih frekvenc.

## Sorodne povezave
- BSIGroup.com